# Uli Forte
Ulrich « Uli » Forte, né le 30 avril 1974 à Zurich en Suisse, est un joueur et entraîneur de football suisse.

## Palmarès
- Champion de Suisse de D2 en 2009 avec le FC Saint-Gall
- Vainqueur de la Coupe de Suisse en 2013 avec le Grasshopper Club Zurich
- Vainqueur de la Coupe de Suisse en 2016 avec le FC Zurich
- Champion de Suisse de D2 en 2017 avec le FC Zurich